# Lilla Snöån
Lilla Snöån är en tidigare småort i Norrbärke socken i Smedjebackens kommun i Dalarnas län. 2015 hade folkmängden i området minskat och småorten upplöstes.